# Buraydah
Buraydah (ou Buraidah ou Bouraydah, بريدة en arabe) est une ville d'environ 500 000 habitants située dans la province d'al-Qaṣīm, dont elle est la capitale régionale, en Arabie saoudite centrale.

## Géographie
La ville est située à 317 km de Riyad, 450 km de Médine et 250 km de Haïl.
L'aéroport régional d'al-Qaṣīm dessert également Le Caire, Sharjah, Dubaï et Manama-Bahreïn.

## Population
La ville connaît un très fort taux d'augmentation de population, estimée en 2010 à 614 093.
| Année | Population |
| ----- | ---------- |
| 1888  | 10 000     |
| 1935  | 35 000     |
| 1960  | 45 000     |
| 1970  | 56 000     |
| 1972  | 60 000     |
| 1974  | 69 000     |
| 1992  | 248 000    |
| 2004  | 505 000    |
| 2010  | 614 093    |

[réf. nécessaire]

## Lieux et monuments
- Prison[3]